# Revival (album Seleny Gomez)
Revival – drugi solowy album studyjny amerykańskiej piosenkarki Seleny Gomez. Wydawnictwo ukazało się 9 października 2015 roku nakładem wytwórni muzycznej Interscope oraz Polydor Records. Album został wydany w przedsprzedaży na iTunes Store dnia 10 września 2015 roku.

## Single
- „Good for You” – pierwszy singel został wydany 22 czerwca 2015 roku, gdzie gościnnie pojawił się raper ASAP Rocky[14]. Utwór dotarł na piątą pozycję zestawienia Billboard Hot 100[15]. Do piosenki powstały dwa teledyski, pierwszy – w innej formie, gdyż ton został zmieniony na spokojniejszy oraz utwór został okrojony, ponieważ nie usłyszymy w nim rapera[16]. 18 sierpnia tegoż roku, na kanale ASAP Rocky’ego pojawił się teledysk z udziałem rapera.
- „Same Old Love” – na początku sierpnia, Billboard potwierdził, iż piosenka będzie drugim singlem z albumu[17]. Pod koniec września teledysk można obejrzeć w Apple Music, a od początku października dostępny jest również w serwisie YouTube[18]. Został on nakręcony w jednym z najstarszych teatrów Los Angeles, Palace Theatre podczas Revival Event[19].
- „Hands to Myself” – trzeci singel promujący album, wydany 26 stycznia 2016 roku. Teledysk promujący utwór ukazał się 21 grudnia 2015 roku w serwisie Apple Music[20].
- „Kill Em with Kindness” – czwarty i ostatni singiel, promujący Revival, został wysłany do radia 3 maja 2016[21], a teledysk miał premierę 6 czerwca 2016, bezpośrednio na platformie Vevo.

## Listy końcowo-roczne
Revival znalazł się na liście najlepszych albumów na koniec roku. Został wymieniony jako 43 na liście 50 najlepszych albumów Rolling Stone w 2015 roku: „Gomez rozpoczęła rok jako jedna z wielu błyskotliwych młodych celebrytek, a zakończyła jako gwiazda pop, która domaga się brania na serio.”
| Publikacja           | Lista                          | Pozycja | Źródło |
| -------------------- | ------------------------------ | ------- | ------ |
| Entertainment Weekly | The 40 Best Albums of 2015     | 32      | [ 23 ] |
| Entertainment Weekly | The 10 Best Pop Albums of 2015 | 9       | [ 24 ] |
| Rolling Stone        | The 50 Best Albums of 2015     | 43      | [ 22 ] |
| Rolling Stone        | 20 Best Pop Albums of 2015     | 5       | [ 25 ] |
| Slant Magazine       | The 25 Best Albums of 2015     | 12      | [ 26 ] |
| Spin                 | The 25 Best Pop Albums of 2015 | 14      | [ 27 ] |
| Fuse                 | Top 20 Pop Albums of 2015      | 14      | [ 28 ] |

## Lista utworów
Opracowano na podstawie materiału źródłowego.
| Revival – Edycja standardowa | Revival – Edycja standardowa      | Revival – Edycja standardowa                                                                               | Revival – Edycja standardowa                    | Revival – Edycja standardowa |
| Nr                           | Tytuł utworu                      | Autorzy | Produkcja                                       | Długość                      |
| ---------------------------- | --------------------------------- | --- | ----------------------------------------------- | ---------------------------- |
| 1.                           | „Revival”                         | Selena Gomez, Antonina Armato, Tim James, Chauncey Hollis, Justin Tranter, Julia Michaels, Adam Schmalholz | Rock Mafia, Hit-Boy, Dubkiller                  | 4:06                         |
| 2.                           | „Kill Em with Kindness”           | Gomez, Armato, James, Benjamin Levin, Dave Audé                                                            | Rock Mafia, Benny Blanco, R3drum                | 3:37                         |
| 3.                           | „Hands to Myself”                 | Tranter, Michaels, Robin Fredriksson, Mattias Larsson, Max Martin                                          | Mattman & Robin, Max Martin                     | 3:20                         |
| 4.                           | „Same Old Love”                   | Tor Hermansen, Mikkel Eriksen, Levin, Ross Golan                                                           | Stargate, Benny Blanco                          | 3:49                         |
| 5.                           | „Sober”                           | Chloe Angelides, Jacob Kasher Hindlin, Michaels, Eriksen, Hermansen                                        | Stargate, Dreamlab                              | 3:14                         |
| 6.                           | „Good for You” (feat. A$AP Rocky) | Gomez, Michaels, Tranter, Nick Monson, Nolan Lambroza, Rakim Mayers, Hector Delgado                        | Monson, Lambroza, Dreamlab, Delgado, ASAP Rocky | 3:41                         |
| 7.                           | „Camouflage”                      | Badrilla Bourelly, Christopher Braide                                                                      | Braide                                          | 4:09                         |
| 8.                           | „Me & the Rhythm”                 | Gomez, Tranter, Michaels, Larsson, Fredriksson                                                             | Mattman & Robin                                 | 3:33                         |
| 9.                           | „Survivors”                       | Golan, Steve Mac                                                                                           | Mac, Dreamlab                                   | 3:41                         |
| 10.                          | „Body Heat”                       | Gomez, Armato, James, Hollis, Tranter, Michaels                                                            | Rock Mafia, Hit-Boy                             | 3:27                         |
| 11.                          | „Rise”                            | Gomez, Armato, James, Hollis, Schmalholz                                                                   | Rock Mafia, Hit-Boy                             | 2:47                         |
|                              |                                   | |                                                 | 39:24                        |

| Revival – Edycja deluxe | Revival – Edycja deluxe           | Revival – Edycja deluxe                                                                                    | Revival – Edycja deluxe                         | Revival – Edycja deluxe |
| Nr                      | Tytuł utworu                      | Autorzy | Produkcja                                       | Długość                 |
| ----------------------- | --------------------------------- | --- | ----------------------------------------------- | ----------------------- |
| 1.                      | „Revival”                         | Selena Gomez, Antonina Armato, Tim James, Chauncey Hollis, Justin Tranter, Julia Michaels, Adam Schmalholz | Rock Mafia, Hit-Boy, Dubkiller                  | 4:06                    |
| 2.                      | „Kill Em with Kindness”           | Gomez, Armato, James, Benjamin Levin, Dave Audé                                                            | Rock Mafia, Benny Blanco, R3drum                | 3:37                    |
| 3.                      | „Hands to Myself”                 | Tranter, Michaels, Robin Fredriksson, Mattias Larsson, Max Martin                                          | Mattman & Robin, Max Martin                     | 3:20                    |
| 4.                      | „Same Old Love”                   | Tor Hermansen, Mikkel Eriksen, Levin, Ross Golan                                                           | Stargate, Benny Blanco                          | 3:49                    |
| 5.                      | „Sober”                           | Chloe Angelides, Jacob Kasher Hindlin, Michaels, Eriksen, Hermansen                                        | Stargate, Dreamlab                              | 3:14                    |
| 6.                      | „Good for You” (feat. A$AP Rocky) | Gomez, Michaels, Tranter, Nick Monson, Nolan Lambroza, Rakim Mayers, Hector Delgado                        | Monson, Lambroza, Dreamlab, Delgado, ASAP Rocky | 3:41                    |
| 7.                      | „Camouflage”                      | Badrilla Bourelly, Christopher Braide                                                                      | Braide                                          | 4:09                    |
| 8.                      | „Me & the Rhythm”                 | Gomez, Tranter, Michaels, Larsson, Fredriksson                                                             | Mattman & Robin                                 | 3:33                    |
| 9.                      | „Survivors”                       | Golan, Steve Mac                                                                                           | Mac, Dreamlab                                   | 3:41                    |
| 10.                     | „Body Heat”                       | Gomez, Armato, James, Hollis, Tranter, Michaels                                                            | Rock Mafia, Hit-Boy                             | 3:27                    |
| 11.                     | „Rise”                            | Gomez, Armato, James, Hollis, Schmalholz                                                                   | Rock Mafia, Hit-Boy                             | 2:47                    |
| 12.                     | „Me & My Girls”                   | Gomez, Armato, James, Matt Morris                                                                          | Rock Mafia                                      | 3:30                    |
| 13.                     | „Nobody”                          | Gomez, Michaels, Shane Stevens, Monson                                                                     | Monson, Stevens, Michaels, Benjamin Rice        | 3:37                    |
| 14.                     | „Perfect”                         | Gomez, Michaels, Tranter, Felix Snow                                                                       | Felix Snow, Dreamlab                            | 4:02                    |
|                         |                                   | |                                                 | 50:33                   |

| Revival – Edycja Target | Revival – Edycja Target           | Revival – Edycja Target                                                                                    | Revival – Edycja Target                         | Revival – Edycja Target |
| Nr                      | Tytuł utworu                      | Autorzy | Produkcja                                       | Długość                 |
| ----------------------- | --------------------------------- | --- | ----------------------------------------------- | ----------------------- |
| 1.                      | „Revival”                         | Selena Gomez, Antonina Armato, Tim James, Chauncey Hollis, Justin Tranter, Julia Michaels, Adam Schmalholz | Rock Mafia, Hit-Boy, Dubkiller                  | 4:06                    |
| 2.                      | „Kill Em with Kindness”           | Gomez, Armato, James, Benjamin Levin, Dave Audé                                                            | Rock Mafia, Benny Blanco, R3drum                | 3:37                    |
| 3.                      | „Hands to Myself”                 | Tranter, Michaels, Robin Fredriksson, Mattias Larsson, Max Martin                                          | Mattman & Robin, Max Martin                     | 3:20                    |
| 4.                      | „Same Old Love”                   | Tor Hermansen, Mikkel Eriksen, Levin, Ross Golan                                                           | Stargate, Benny Blanco                          | 3:49                    |
| 5.                      | „Sober”                           | Chloe Angelides, Jacob Kasher Hindlin, Michaels, Eriksen, Hermansen                                        | Stargate, Dreamlab                              | 3:14                    |
| 6.                      | „Good for You” (feat. A$AP Rocky) | Gomez, Michaels, Tranter, Nick Monson, Nolan Lambroza, Rakim Mayers, Hector Delgado                        | Monson, Lambroza, Dreamlab, Delgado, ASAP Rocky | 3:41                    |
| 7.                      | „Camouflage”                      | Badrilla Bourelly, Christopher Braide                                                                      | Braide                                          | 4:09                    |
| 8.                      | „Me & the Rhythm”                 | Gomez, Tranter, Michaels, Larsson, Fredriksson                                                             | Mattman & Robin                                 | 3:33                    |
| 9.                      | „Survivors”                       | Golan, Steve Mac                                                                                           | Mac, Dreamlab                                   | 3:41                    |
| 10.                     | „Body Heat”                       | Gomez, Armato, James, Hollis, Tranter, Michaels                                                            | Rock Mafia, Hit-Boy                             | 3:27                    |
| 11.                     | „Rise”                            | Gomez, Armato, James, Hollis, Schmalholz                                                                   | Rock Mafia, Hit-Boy                             | 2:47                    |
| 12.                     | „Me & My Girls”                   | Gomez, Armato, James, Matt Morris                                                                          | Rock Mafia                                      | 3:30                    |
| 13.                     | „Nobody”                          | Gomez, Michaels, Shane Stevens, Monson                                                                     | Monson, Stevens, Michaels, Benjamin Rice        | 3:37                    |
| 14.                     | „Perfect”                         | Gomez, Michaels, Tranter, Felix Snow                                                                       | Felix Snow, Dreamlab                            | 4:02                    |
| 15.                     | „Outta My Hands (Loco)”           | Gomez, Armato, James                                                                                       | Rock Mafia, Frank Dukes                         | 3:31                    |
| 16.                     | „Cologne”                         | Gomez, Angelides, Golan, Eriksen, Kent Sundberg, Cato Sundberg                                             | Stargate, Donkeyboy, Dreamlab, Miles Walker     | 3:54                    |
|                         |                                   | |                                                 | 57:58                   |

## Notowania i certyfikaty
| Lista (2015)                        | Najwyższa pozycja |
| ----------------------------------- | ----------------- |
| Argentyna (CAPIF)                   | 5                 |
| Australia (ARIA Charts)             | 3                 |
| Austria (Ö3 Austria Top 40)         | 13                |
| Belgia (Ultratop Flandria)          | 6                 |
| Belgia (Ultratop Walonia)           | 8                 |
| Brazylia (ABPD)                     | 3                 |
| Czechy (ČNS IFPI)                   | 15                |
| Dania (Hitlisten)                   | 6                 |
| Finlandia (Suomen virallinen lista) | 23                |
| Francja (SNEP)                      | 8                 |
| Grecja (IFPI)                       | 1                 |
| Hiszpania (PROMUSICAE)              | 6                 |
| Holandia (MegaCharts)               | 6                 |
| Irlandia (IRMA)                     | 9                 |
| Japonia (Oricon)                    | 37                |
| Kanada (Billboard)                  | 2                 |
| Korea Południowa (Gaon)             | 16                |
| Meksyk (AMPROFON)                   | 3                 |
| Niemcy (Media Control Charts)       | 12                |
| Norwegia (VG-Lista)                 | 2                 |
| Nowa Zelandia (Recorded Music NZ)   | 2                 |
| Polska (OLiS)                       | 48                |
| Portugalia (AFP)                    | 3                 |
| Republika Chińska (Five Music)      | 2                 |
| Stany Zjednoczone (Billboard 200)   | 1                 |
| Szkocja (OCC)                       | 14                |
| Szwajcaria (Schweizer Hitparade)    | 10                |
| Szwecja (Sverigetopplistan)         | 8                 |
| Węgry (MAHASZ)                      | 38                |
| Wielka Brytania (OCC)               | 11                |
| Włochy (FIMI)                       | 8                 |

| Notowanie (2015)                  | Najwyższa pozycja |
| --------------------------------- | ----------------- |
| Belgia (Ultratop Flanders)        | 193               |
| Dania (Hitlisten)                 | 78                |
| Grecja (IFPI)                     | 3                 |
| Meksyk (AMPROFON)                 | 60                |
| Stany Zjednoczone (Billboard 200) | 137               |

| Notowanie (2016)                  | Najwyższa pozycja |
| --------------------------------- | ----------------- |
| Belgia (Ultratop Flanders)        | 138               |
| Dania (Hitlisten)                 | 20                |
| Francja (SNEP)                    | 119               |
| Grecja (IFPI)                     | 7                 |
| Holandia (MegaCharts)             | 100               |
| Kanada (Billboard)                | 12                |
| Meksyk (AMPROFON)                 | 63                |
| Stany Zjednoczone (Billboard 200) | 18                |
| Szwecja (Sverigetopplistan)       | 26                |

| Państwo                      | Status             | Sprzedane kopie |
| ---------------------------- | ------------------ | --------------- |
| Austria (IFPI)               | platynowa płyta    | 15,000          |
| Brazylia (Pro-Música Brasil) | platynowa płyta    | 40,000          |
| Dania (IFPI)                 | platynowa płyta    | 20,000          |
| Kanada (Music Canada)        | złota płyta        | 40,000          |
| Meksyk (AMPROFON)            | 3× platynowa płyta | 180,000         |
| Norwegia (IFPI)              | platynowa płyta    | 20,000          |
| Polska (ZPAV)                | platynowa płyta    | 20,000          |
| Singapur (RIAS)              | platynowa płyta    | 10,000          |
| Szwecja (GLF)                | platynowa płyta    | 40,000          |
| Wielka Brytania (BPI)        | złota płyta        | 100,000         |
| Stany Zjednoczone (RIAA)     | platynowa płyta    | 1,000,000       |

## Historia wydania
| Państwo           | Data                 | Edycja            | Format                | Wytwórnia                        | Źródło        |
| ----------------- | -------------------- | ----------------- | --------------------- | -------------------------------- | ------------- |
| Świat             | 9 października 2015  | Standard • deluxe | CD • digital download | Interscope • Polydor • Universal | [ 13 ] [ 29 ] |
| Japonia           | 16 października 2015 | Deluxe            | CD/DVD                | Universal                        | [ 83 ]        |
| Stany Zjednoczone | 4 grudnia 2015       | Deluxe            | Box set               | Interscope                       | [ 84 ]        |
| Stany Zjednoczone | 4 grudnia 2015       | Standard • deluxe | LP                    | Interscope                       | [ 85 ] [ 86 ] |